# المدمين (جبلة)

تعديل مصدري - تعديل

المدمين محلة تابعة لقرية عدن الكبر، التابعة لعزلة الشهلي بمديرية جبلة إحدى مديريات محافظة إب في الجمهورية اليمنية، بلغ تعداد سكانها 46 حسب تعداد اليمن لعام 2004.